# Ruth Gattiker
Ruth Ida Gattiker (* 22. Mai 1923 in Zürich; † 24. Juli 2021 in Davos) war eine Schweizer Anästhesistin. Sie war eine der ersten Professorinnen für Medizin an der Universität Zürich.

## Leben
Ruth Gattiker war die ältere von zwei Töchtern von Paul Gattiker (1881–1961) und Bertha Gattiker-Frischknecht (1888–1975) und wuchs in Oerlikon am Rande der Stadt Zürich auf. Weil der Vater dagegen war, dass sie ein Gymnasium besuchte, absolvierte sie die Handelsschule der Höheren Töchterschule der Stadt Zürich und legte 1943 die Handelsmatura ab. Anschliessend setzte sie durch, dass sie mit einem Zusatzjahr an einer Privatschule eine kantonale Matura machen konnte. Sie wollte Ärztin werden, aber der Vater war dagegen. Ausserdem fehlte ihr dazu eine Eidgenössische Matura. 1944 begann sie ein Mathematikstudium an der Universität Zürich. Weil der Wunsch Ärztin zu werden blieb, legte sie nach fünf Semestern noch heimlich die Eidgenössische Matura ab und immatrikulierte sich für Medizin. Der Vater gab daraufhin seinen Widerstand auf.
Ab 1946 studierte sie Medizin. 1951 verbrachte sie ein Semester an der Sorbonne in Paris. 1952 legte sie das Eidgenössische medizinische Staatsexamen in Zürich ab und promovierte 1953 an der Universität Lausanne, wo sie bis 1955 als wissenschaftliche Mitarbeiterin tätig war. Dann wechselte sie ans Krankenhaus der Schweizerischen Pflegerinnenschule Zürich als Assistenzärztin für Chirurgie. Auf Anraten der dortigen Chefärztin für Chirurgie Marie Lüscher – damals die einzige Chefärztin in der Schweiz –, gab sie den Wunsch auf, Chirurgin zu werden. Sie ging davon aus, als Frau zu geringe Aufstiegschancen in der männerdominierten Chirurgie zu haben und konzentrierte sich auf das damals noch neue Fach Anästhesiologie.
1956 wechselte sie ans Kantonsspital Zürich als Assistenzärztin für Anästhesie, 1960 wurde sie Oberärztin. 1961 wurde der schwedische Herzchirurg Åke Senning Leiter der Chirurgischen Klinik A des Kantonsspitals Zürich und Ruth Gattiker eine seiner engsten Mitarbeitenden. Sie spezialisierte sich in herzchirurgischer Anästhesie und Senning förderte ihre akademische Karriere. 1963/1964 arbeitete sie an der Mayo Clinic in Rochester (Minnesota) bei John Webster Kirklin. 1969 war sie bei der ersten Schweizer Herztransplantation mit dabei, die Åke Senning durchführte. Im selben Jahr reichte sie ihre Habilitationsschrift Anästhesie in der Herzchirurgie ein. Ruth Gattiker war eine Pionierin in ihrem Fachgebiet, das Buch wurde zum Standardwerk. 
1976 wurde sie Leitende Ärztin und erhielt den Titel einer Titularprofessorin an der Universität Zürich. Sie war damit eine der ersten Professorinnen an der Medizinischen Fakultät und zusammen mit der Augenärztin Anne-Catherine Martenet die erste, die aus der klinischen Praxis kam und eine akademische Karriere machte. 1986 wurde Ruth Gattiker pensioniert. Von 1995 bis 2006 absolvierte sie noch ein Studium in Musikwissenschaften und Philosophie an der Universität Zürich. Mit ihrer vormaligen Vorgesetzten, der Chirurgin Marie Lüscher, blieb sie, bis zu deren Tod 1991, 36 Jahre lang liiert. Sie starb im Juli 2021 im Alter von 98 Jahren in Davos.

## Ehrungen
- 2006: Ehrenmitglied der Schweizerischen Gesellschaft für Anästhesiologie und Reanimation (SGAR).
- 2018 rief die Schweizerische Akademie der Medizinischen Wissenschaften (SAMW) den Stern-Gattiker-Preis ins Leben, benannt nach Lina Stern, der ersten Professorin für Medizin an der Universität Genf, und nach Ruth Gattiker. Mit dem Preis werden weibliche Vorbilder in der akademischen Medizin gewürdigt.